# Natatorium de Verdun
Le Natatorium de Verdun est une piscine publique extérieure et pavillon à Verdun, Montréal.

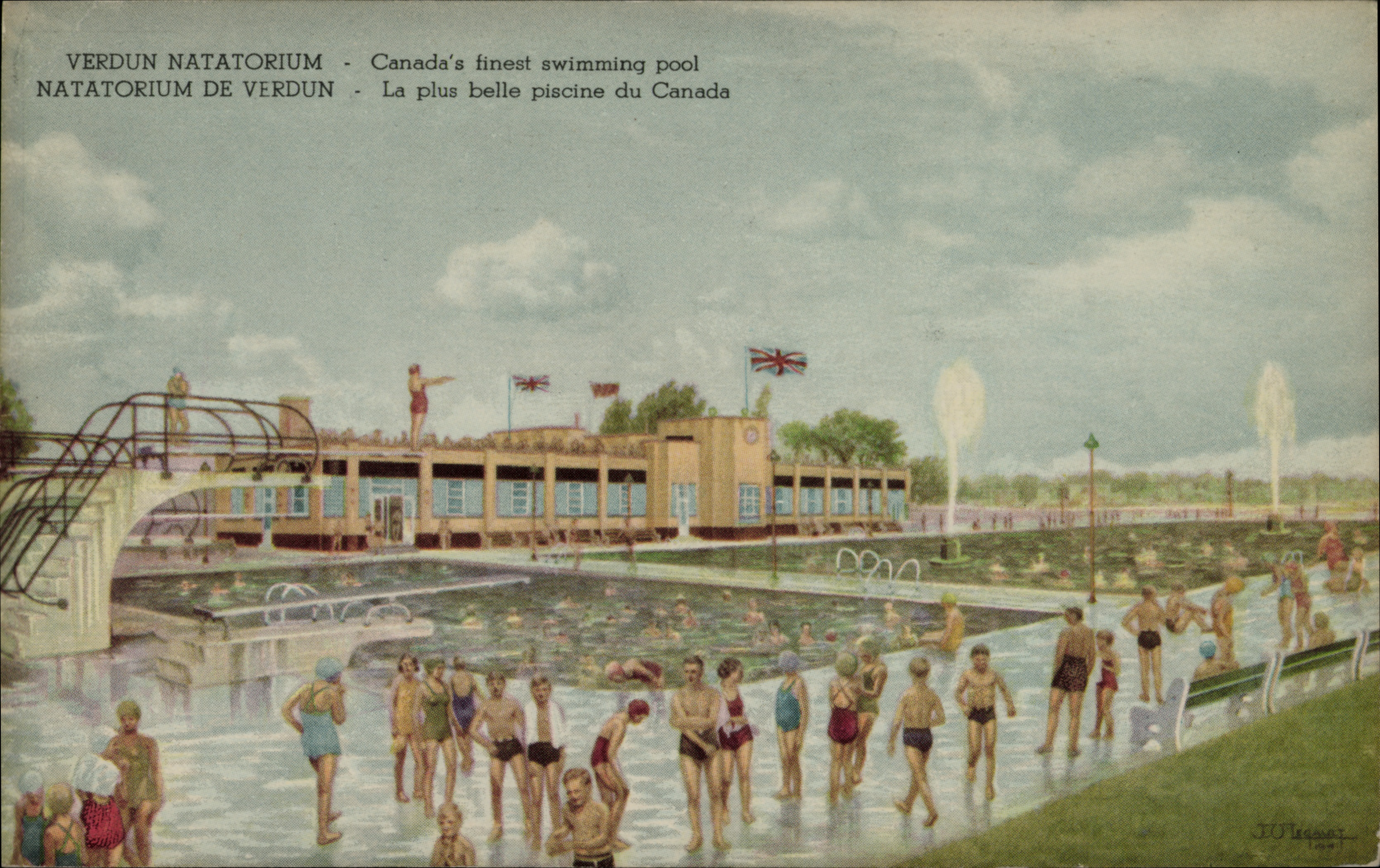
Le Natatorium en 1941

Inauguré en le 12 juillet 1940, le Natatorium est la première piscine extérieure montréalaise et considéré comme la plus grande piscine publique extérieure du Canada, jusqu’à la construction du complexe aquatique à l'île Sainte-Hélène.  
Son pavillon Art déco est construit en même temps que l’Auditorium de Verdun.  
En 2017, des fissures sont découvertes dans le pavillon lors de sa rénovation. Les supports sont installés et le natatorium est fermé. 
En 2024, la ville annonce qu'elle démolira le pavillon. Héritage Montréal et l'ancien maire de l'arrondissement Jean-François Parenteau expriment leur opposition.